# Capitoli di Full Metal Panic!

Copertina del primo volume dell'edizione italiana del manga Full Metal Panic!

Questa è la lista dei capitoli di Full Metal Panic!.
Esistono sei serie di fumetti ispirate ai romanzi, due originali. 
Full Metal Panic!: prima serie originale, disegnata da Retsu Taeteo. Corrisponde ai romanzi 1-3 ed alla prima serie animata. Pubblicata in Giappone da Fujimi Shobō con etichetta Dragon Comics Age dal 30 agosto 2000 al 1º luglio 2005 ed in Italia da Panini Comics tramite Planet Manga nella collana Manga Universe tra il 2000 ed il 2005. Il primo numero è stato ristampato l'11 febbraio 2010. La seconda edizione italiana (collana Manga Saga, 2016) differisce per l'assenza dalla copertina frontale del cerchietto giallo recante la scritta "GRANDE SUCCESSO TV".
Full Metal Panic! Sigma: seconda serie originale, disegnata da Hiroshi Ueda. Corrisponde ai romanzi 4-12 ed alla serie animata Full Metal Panic! The Second Raid (che a sua volta è basata sulle vicende dei romanzi 4-5). Pubblicata in Giappone da Fujimi Shobo con etichetta Dragon Comics Age dal 1º agosto 2005 al 20 settembre 2013 ed in Italia da Panini Comics tramite Planet Manga nella collana Manga Top tra il 2008 ed il 2014. Sono stati ristampati i numeri 1-4 e 14.
Full Metal Panic! Comic Mission: primo remake di Full Metal Panic! ad opera di Retsu Taeteo, è stato pubblicato in Italia da J-Pop nel 2011. 
Full Metal Panic! 0: secondo remake di Full Metal Panic!, da cui differisce unicamente nei disegni (di Tetsurō Kasahara). Pubblicato in Giappone sulla rivista Monthly Dragon Age ed in volumi da Fujimi Shobo con etichetta Dragon Comics Age a partire dal 2013. Pubblicato in Italia da Panini Comics tramite Planet Manga nella collana Blue dal 2016. 
Ikinari! Full Metal Panic!: serie slapstick disegnata da Tomohiro Nagai, pubblicata in USA da ADV Manga col titolo Full Metal Panic! Overload!. Il volume autoconclusivo Full Metal Panic! Surplus, realizzato con materiale avanzato dalla serie, è inedito al di fuori del Giappone.

## Full Metal Panic!
| 1 | 30 agosto 2000 | ISBN 4-04-926157-X | 22 luglio 2004    |
| 1 | Capitoli - Mission: 01. Il mio nuovo compagno di classe è un pericoloso soldato?! - Mission: 02. Ordine supremo! Proteggere il segreto di Kaname!! - Mission: 03. Prima missione. La guardia del corpo contro cento avversari?! - Mission: 04. Pane e proiettili [Bread & Bullet] - Mission: 05. L'avvento dell'incubo - Mission: 06. Il dolore di Kaname - Il Liceo Jindai salvato per un pelo! - Mission: 07. Arrivano i compagni d'armi? Un pomeriggio di equivoci |                    |                   |
| 2 | 28 marzo 2001 | ISBN 4-04-926170-7 | 26 agosto 2004    |
| 2 | Capitoli - Mission: 08. Situazione esplosiva?! Una gita infelice - Mission: 09. Una voce dall'abisso - Mission: 10. Operation: start - Mission: 11. Una notte lunga e buia - Mission: 12. L'occhio del cielo - Mission: 13. Quando affiorano i ricordi - Mission: 14. La grande fuga |                    |                   |
| 3 | 21 dicembre 2001 | ISBN 4-04-926189-8 | 23 settembre 2004 |
| 3 | Capitoli - Mission: 15. Sospetti, tragedie, casino al grande torneo di basket?! - Mission: 16. Mistero? Ma chi è la studentessa straniera? - Mission: 17. In due sotto lo stesso tetto? - Mission: 18. La grande strategia dell'Animale Miracoloso!! - Mission: 19. Una vacanza galante? - Mission: 20. Non ho paura dei fantasmi! Gli esploratori spaventati dell'isola abbandonata!                                                                                 |                    |                   |
| 4 | 26 aprile 2002 | ISBN 4-04-926195-2 | 28 ottobre 2004   |
| 4 | Capitoli - Mission: 21. Quanti ricordi! Sousuke sconfitto dal senpai?! [Prima parte] - Mission: 22. Quanti ricordi! Sousuke sconfitto dal senpai?! [Seconda parte] - Mission: 23. Sorprese alla porta. Ma chi sei?! - Mission: 24. Nessun rimedio per il colonnello in lacrime? - Mission: 25. La decisione di Sousuke - Mission: 26. Dimmi che stai bene, Sousuke!!                                                                                                  |                    |                   |
| 5 | 28 novembre 2002 | ISBN 4-04-926212-6 | 25 novembre 2004  |
| 5 | Capitoli - Mission: 27. Recuperare le due fanciulle!! - Mission: 28. Il posto di Takuma - Mission: 29. L'ultimo desiderio - Mission: 30. La fine della battaglia - Mission: 31. Sweet memories - Mission: 32. La lunga strada verso la villa |                    |                   |
| 6 | 27 giugno 2003 | ISBN 4-04-926228-2 | 23 dicembre 2004  |
| 6 | Capitoli - Mission: 33. Arte mozzafiato! - Mission: 34. Un cuoco infernale nel paradiso della cucina - Mission: 35. Merry Christmas, Mr. Sagara?! - Mission: 36. Sousuke! Anno nuovo, vita nuova! - Mission: 37. Maratona di letteratura classica? - Mission: 38. Un documento rosa mette in crisi il sergente?! - Mission: 39. Special-usual days |                    |                   |
| 7 | 26 febbraio 2004 | ISBN 4-04-926242-8 | 27 gennaio 2005   |
| 7 | Capitoli - Mission: 40. Attenti all'intruso! - Mission: 41. I divertimenti segreti del sergente Sagara?! - Mission: 42. We are the Water Guys! - Mission: 43. Un maestro delle trattative! - Mission: 44. Vertigine alla casa chiusa! - Mission: 45. Il vecchio tenente è sulle mie tracce?! - Extra Mission. E per finire... facciamo gli eroi! |                    |                   |
| 8 | 30 agosto 2004 | ISBN 4-04-926248-7 | 26 giugno 2005    |
| 8 | Capitoli - Mission: 46. Un invito per l'estate... un segno del destino per Kaname?! - Mission: 47. De Danaan Party! - Mission: 48. Promesse e pressioni - Mission: 49. Il demone che si cela sul campo di battaglia - Mission: 50. L'errore dell'Arbalest - Mission: 51. Un mondo in cui non c'è spazio per me |                    |                   |
| 9 | 29 giugno 2005 | ISBN 4-04-926256-8 | 26 ottobre 2006   |
| 9 | Capitoli - Mission: 52. Un cuore spezzato, una scommessa pericolosa - Mission: 53. Verso gli abissi - Mission: 54. One from the heart - Mission: 55. Strike back - Mission: 56. Showdown - Mission: 57. Clear and present danger - Last Mission: The endless summer |                    |                   |

## Ikinari! Full Metal Panic!
| Nº | Data di prima pubblicazione | Data di prima pubblicazione | Data di prima pubblicazione |
| Nº | Giapponese                  | Giapponese                  |                             |
| -- | --------------------------- | --------------------------- | --------------------------- |
| 1  | 30 gennaio 2001             | ISBN 4-04-712262-9          |                             |
| 2  | 28 giugno 2001              | ISBN 4-04-712273-4          |                             |
| 3  | 21 dicembre 2001            | ISBN 4-04-712290-4          |                             |
| 4  | 26 aprile 2002              | ISBN 4-04-712299-8          |                             |
| 5  | 1º aprile 2003              | ISBN 4-04-712325-0          |                             |

## Full Metal Panic! Surplus
| Nº | Data di prima pubblicazione | Data di prima pubblicazione | Data di prima pubblicazione |
| Nº | Giapponese                  | Giapponese                  |                             |
| -- | --------------------------- | --------------------------- | --------------------------- |
| 1  | 27 giugno 2003              | ISBN 4-04-712334-X          |                             |

## Full Metal Panic! Comic Mission
| 1 | 30 ottobre 2003 | ISBN 4-04-712345-5 | 10 aprile 2011    | ISBN 978-88-6123-958-6 |
| 1 | Capitoli - Mission 1. Il nuovo compagno di classe è un pericoloso soldato?! - Mission 2. Ordine assoluto: proteggere il segreto di Kaname - Mission 3. Una giornata all'insegna dell'arte - Mission 4. Un sergente in difficoltà per una lettera rosa?! - Mission 5. Sweet Memories - Extra Mission. Cinderella Panic! |                    |                   |                        |
| 2 | 27 aprile 2004 | ISBN 4-04-712355-2 | 11 giugno 2011    | ISBN 978-88-6634-022-5 |
| 2 | Capitoli - Mission 1. L'inizio di un incubo - Mission 2. La disperazione di Kaname: il liceo diventa un campo di battaglia - Mission 3. L'invasione di un compagno d'armi?! Un pomeriggio di malintesi - Mission 4. Pericolo?! Una triste gita scolastica - Mission 5. Una voce dal profondo - Mission 6. Operation Start - Mission 7. Una notte lunga e buia - Mission 8. L'occhio del cielo - Mission 9. In segno di riconoscenza - Mission 10. La grande fuga! - Extra Mission. Un taiyaki sul campo di battaglia |                    |                   |                        |
| 3 | 22 dicembre 2004 | ISBN 4-04-712383-8 | 9 luglio 2011     | ISBN 978-88-6634-040-9 |
| 3 | Capitoli - Mission 1. Mistero! Chi è in realtà nuovo studente?! - Mission 2. Due cuori e una capanna?! - Mission 3. Operazione animali miracolosi! - Mission 4. La lunga strada per la baita - Mission 5. Il cibo è una cosa paradisiaca ma prepararlo è un inferno - Mission 6. Il Natale è un campo di battaglia?! - Mission 7. Speciali giorni ordinari |                    |                   |                        |
| 4 | 30 maggio 2005 | ISBN 4-04-712402-8 | 31 luglio 2011    | ISBN 978-88-6634-064-5 |
| 5 | 30 maggio 2006 | ISBN 4-04-712452-4 | 27 agosto 2011    | ISBN 978-88-6634-089-8 |
| 6 | 27 luglio 2006 | ISBN 4-04-712459-1 | 10 settembre 2011 | ISBN 978-88-6634-099-7 |
| 6 | Capitoli - Mission 1. Che sorpresa! Chi sei tu? - Mission 2. Nessun rimedio per le lacrime del colonnello?! - Mission 3. La decisione di Sousuke - Mission 4. Sousuke, spero che tu stia bene! - Mission 5. Salvare le due graziose fanciulle! - Mission 6. Un posto per Takuma - Mission 7. Ultimo desiderio - Mission 8. Fine della battaglia |                    |                   |                        |
| 7 | 29 agosto 2006 | ISBN 4-04-712461-3 | 8 ottobre 2011    | ISBN 978-88-6634-131-4 |

## Full Metal Panic! Another
| 1 | 22 marzo 2012             | ISBN 978-4-04-120176-3 | 27 settembre 2014 |
| 1 | Capitoli - Capitoli 1-5   |                        |                   |
| 2 | 8 agosto 2012             | ISBN 978-4-04-120332-3 | 17 gennaio 2015   |
| 2 | Capitoli - Capitoli 6-11  |                        |                   |
| 3 | 7 febbraio 2013           | ISBN 978-4-04-120582-2 | 14 marzo 2015     |
| 3 | Capitoli - Capitoli 12-16 |                        |                   |
| 4 | 6 luglio 2013             | ISBN 978-4-04-120781-9 | 16 maggio 2015    |
| 4 | Capitoli - Capitoli 17-21 |                        |                   |
| 5 | 6 dicembre 2013           | ISBN 978-4-04-120944-8 | 11 luglio 2015    |
| 5 | Capitoli - Capitoli 22-26 |                        |                   |
| 6 | 26 agosto 2014            | ISBN 978-4-04-101897-2 | 10 ottobre 2015   |
| 6 | Capitoli - Capitoli 27-34 |                        |                   |

## Full Metal Panic! 0 ―ZERO―
| Nº | Data di prima pubblicazione | Data di prima pubblicazione | Data di prima pubblicazione |
| Nº | Giapponese                  | Giapponese                  | Italiano                    |
| -- | --------------------------- | --------------------------- | --------------------------- |
| 1  | 20 settembre 2013           | ISBN 978-4-04-712902-3      | 30 gennaio 2016             |
| 2  | 9 ottobre 2013              | ISBN 978-4-04-712903-0      | 28 aprile 2016              |
| 3  | 20 agosto 2014              | ISBN 978-4-04-070252-0      | 24 novembre 2016            |
| 4  | 5 giugno 2015               | ISBN 978-4-04-070253-7      | 26 gennaio 2017             |
| 5  | 5 giugno 2015               | ISBN 978-4-04-070254-4      | 23 marzo 2017               |